# Basananthe hederae
Basananthe hederae är en passionsblomsväxtart som beskrevs av De Wilde. Basananthe hederae ingår i släktet Basananthe och familjen passionsblomsväxter. Inga underarter finns listade i Catalogue of Life.